# Église Saint-Martin de Saint-Martin-de-Brômes
L'église Saint-Martin est une église située à Saint-Martin-de-Brômes, en France.

## Localisation
L'église est située sur la commune de Saint-Martin-de-Brômes, dans le département français des Alpes-de-Haute-Provence. Elle surplombe le village depuis les aires de la tour.

## Historique
Les différentes époques de construction lui donnent un aspect charmant.
Elle a connu trois époques de construction. À proximité de l'église une plaque nous apprend que l’église paroissiale Saint-Martin, assez trapue, est un ancien prieuré de l’abbaye Saint-Victor de Marseille.
La nef centrale, romane, date des XIe et XIIe siècles. Elle est voutée en berceaux très légèrement brisés, soutenus par des arcs doubleaux. Elle s'achève par un chœur vouté en cul de four. Au XIVe siècle, le collatéral sud, vouté sur croisées d'ogives est ajouté, Au XVe siècle, la chapelle nord, dédiée à saint Martin est aménagée. Elle achève le transept de l'église et lui donne sa forme de croix latine. La clé de voute représente l'agneau pascal. Un clocher en pierre de forme pyramidale vient  compléter l'ensemble au XVe ou au XVIe siècle.
La spécificité de l'église tient en des peintures parfaitement adaptées au cadre architectural. Elles ont été exécutées entre 1890 et 1898 par Esprit  Michel Gibelin, cet artiste aixois, élève de Paul Cézanne relate les scènes majeures de la vie de saint Martin : le partage du manteau, la messe miraculeuse, la mort de saint Martin, le miracle de l'ours et l'été de la Saint-Martin. Les toiles signées sont classés monuments historiques au titre objet, les autres sont inscrites.
On y trouve aussi des épisodes de la vie de la Vierge : l'annonciation et le couronnement, du péché originel et du voile de Véronique.
On trouve également une nativité en présence de saint Pierre et saint Martin datée de 1614.
Une statuette du XVIIe ou XVIIIe siècle représente saint Antoine du Désert. Elle est en bois polychrome. Le saint y est représenté avec un cochon car c'est le saint patron des trufficulteurs.
Une statuette de saint Jean Baptiste date du XIXe siècle.
On y voit également une statue de sainte Philomène, datant sans doute du XIXe siècle ; dont le culte est controversé.
Au dessus de l'autel de Saint-Martin, une toile représente une vierge à l'enfant avec sainte Marguerite et saint Antoine. Elle date du XIXe siècle et pourrait être une copie d'une toile de l'artiste Pattriti du XVIIIe siècle. 
Près de cette porte, se trouve une bannière de procession datant de la fin du XIXe siècle.
On peut également voir la statue d'un pèlerin, œuvre d'Enrico Campagnola qui résida et travailla dans la commune à la fin des années 70.
Derrière l'autel majeur, on peut admirer un tabernacle baroque en bois doré datant du XVIIIe siècle.
Les vitraux sont datés du XIXe siècle et ont été restaurés en 2016.
L'édifice est inscrit au titre des monuments historiques en 1959. Dans les années 1960, l'écrivain manosquin Jean Giono maria sa fille dans cette église, accompagné de nombreux Saint-Martinois en costumes provençaux. Dans le film Mal de Pierres, de Nicole Garcia, la scène de la sortie d'église du mariage entre Marion Cotillard et Àlex Brendemühl est tournée autour de l'édifice.